# 芬蘭國家劇院
芬蘭國家劇院（芬蘭語：Suomen Kansallisteatteri）是芬蘭的國家劇院，位於芬蘭首都赫爾辛基的铁路广场。芬蘭國家劇院成立於1872年，當時位於波里，是芬蘭歷史最久的一家芬蘭語專業劇院。在1902年之前，名為芬蘭劇院，之後迁址至赫尔辛基，改名為芬蘭國家劇院。

## 外部連結
- 官方网站（文）